# Hàng không năm 1987
Đây là danh sách các sự kiện hàng không nổi bật xảy ra trong năm 1987:

## Chuyến bay đầu tiên
Tháng 2
- 13 tháng 2 - Fokker 50
- 22 tháng 2 - Airbus A320

Tháng 3
- 9 tháng 3 - Yakovlev Yak-141

Tháng 4
- 30 tháng 4 - Promavia Jet Squalus

Tháng 6
- 10 tháng 6 - Boeing Vertol Model 360

Tháng 10
- 9 tháng 10 - EHI EH101

Tháng 11
- 24 tháng 11 - F-14 Tomcat - kiểu "D"

Tháng 12
- AEA Maverick
- 29 tháng 12 - Scaled Composites AT³

## Bắt đầu hoạt động
Tháng 4 - Tu-160 trong Không quân Xô viết (Trung đoàn ném bom cận vệ hạng nặng 184 tại Pryluki)